# 3563 Canterbury
3563 Canterbury è un asteroide della fascia principale. Scoperto nel 1985, presenta un'orbita caratterizzata da un semiasse maggiore pari a 2,7952220 UA e da un'eccentricità di 0,1763308, inclinata di 6,94651° rispetto all'eclittica.